# Chủ nghĩa lập thể

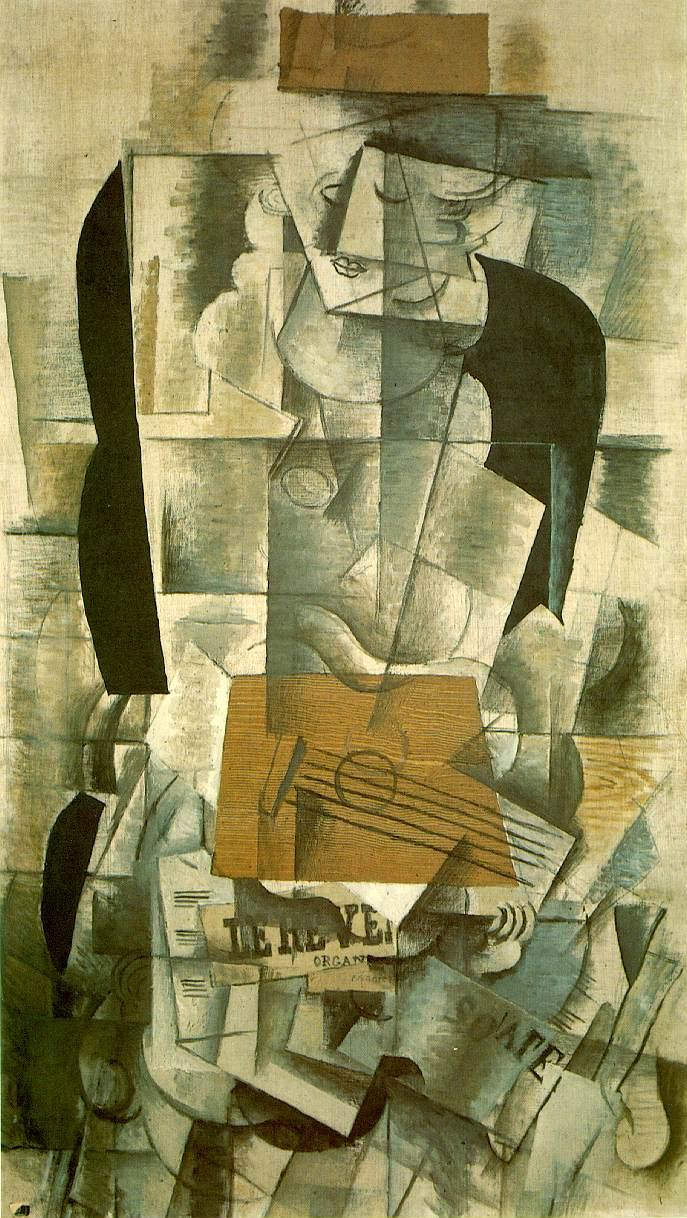
Georges Braque, 'Woman with a Guitar,' 1913

Chủ nghĩa lập thể, còn gọi là trường phái lập thể, (Cubism) là một trường phái hội họa tạo ra cuộc cách mạng về hội họa và điêu khắc châu Âu vào đầu thế kỷ 20.
Trong tác phẩm của họa sĩ lập thể, đối tượng được mổ xẻ, phân tích và được kết hợp lại trong một hình thức trừu tượng. Người họa sĩ không quan sát đối tượng ở một góc nhìn cố định mà lại đồng thời phân chia thành nhiều mặt khác nhau, nhiều khía cạnh khác nhau. Thông thường các bề mặt, các mặt phẳng giao với nhau không theo các quy tắc phối cảnh làm cho người xem khó nhận ra chiều sâu của bức tranh.
Chủ nghĩa lập thể do Georges Braque và Pablo Picasso khởi xướng năm 1906 tại khu Montmartre của kinh đô ánh sáng Paris, Pháp. Họ gặp nhau năm 1907 và làm việc cùng nhau cho đến năm 1914 khi Chiến tranh thế giới thứ nhất bắt đầu.
Nhà phê bình hội họa người Pháp Louis Vauxcelles sử dụng danh từ "lập thể" lần đầu tiên để ngụ ý rằng đó là những hình lập phương kỳ quặc vào năm 1908. Sau đó danh từ này được hai nhà khai phá của trường phái lập thể sử dụng một vài lần và cuối cùng trở thành tên gọi chính thức.
Trường phái Lập thể khai sinh ở đồi Montmartre, sau đó lan ra các họa sĩ khác ở gần đó và được nhà buôn tranh Henry Kahnweiler truyền bá. Nó nhanh chóng trở nên phổ biến vào năm 1910 và được gọi là chủ nghĩa lập thể. Tuy nhiên, một số họa sĩ khác cũng tự coi là họa sĩ lập thể khi đi theo các khuynh hướng khác với Braque và Picasso.
Lập thể ảnh hưởng tới các nghệ sĩ vào thập niên 1910 và khơi dậy một vài trường phái nghệ thuật mới như chủ nghĩa vị lai, chủ nghĩa cấu trúc và chủ nghĩa biểu hiện.
Các nghệ sĩ thiên tài, Braque và Picasso mở ra phương pháp mới trong cách diễn đạt và thể hiện không gian trong hội họa nhưng chính họ lại bị ảnh hưởng của các nghệ sĩ khác như Paul Cezanne, Georges Seurat, điêu khắc Iberi, nghệ thuật điêu khắc châu Phi và như sau này Braque thừa nhận, họ bị ảnh hưởng bởi chủ nghĩa dã thú.

## Lập thể phân tích

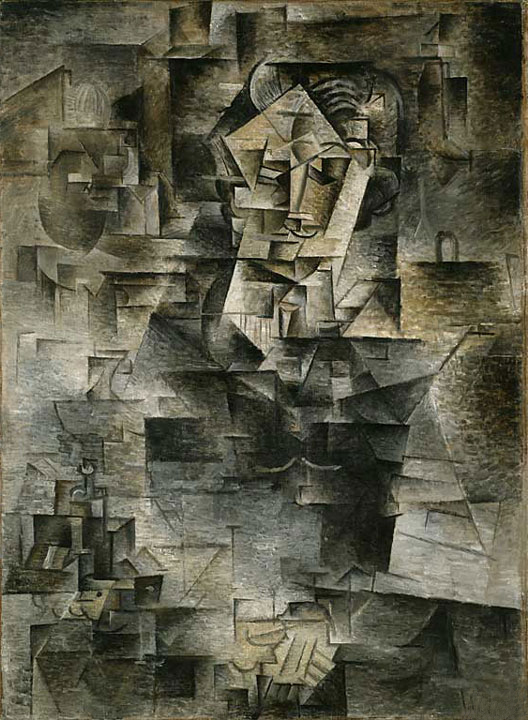
Portrait of Daniel-Henry Kahnweiler, 1910, Viện nghệ thuật Chicago.

Picasso và Braque sát cạnh bên nhau để mở đường cho ý tưởng tiền lập thể vào những năm 1906-1909 sau đó là "chủ nghĩa lập thể phân tích" (1909-1912). Vào thời kỳ này, hội họa của họ là nhiều bề mặt gần như đơn sắc, những đường thẳng không hoàn thiện, những hình khối đan xen lẫn nhau.

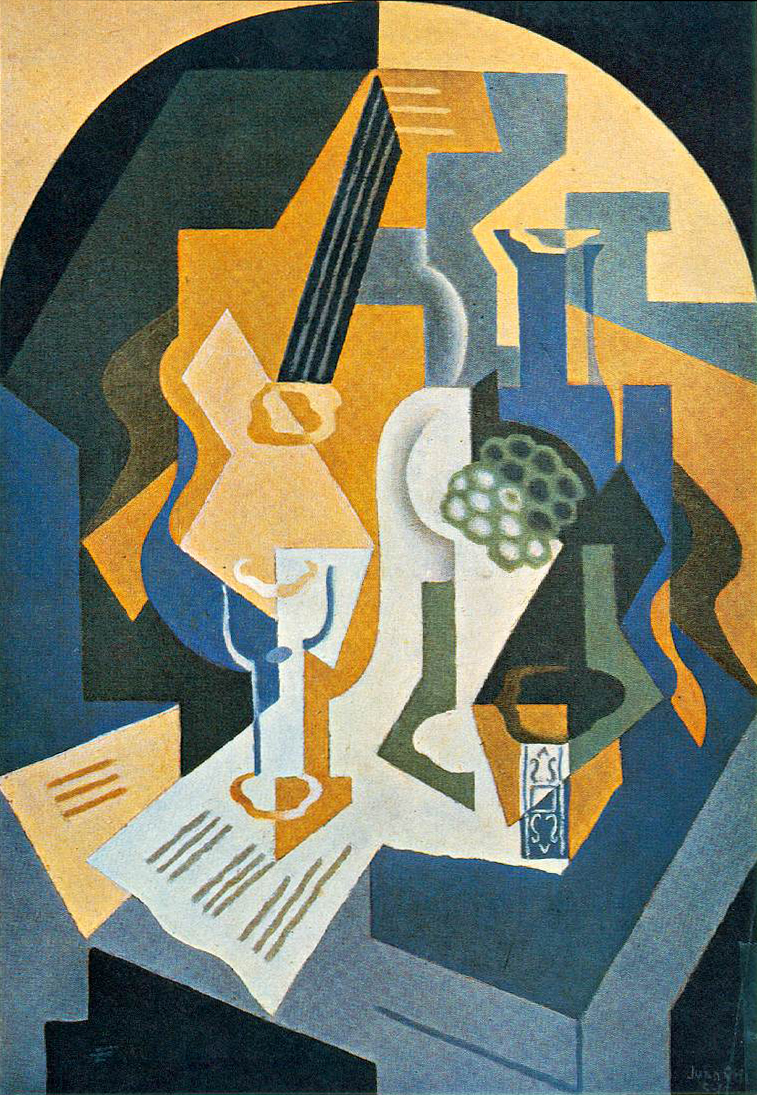
Juan Gris, Still Life with Fruit Dish and Mandolin, 1919, tranh dầu trên vải bố.

Bức họa Les Demoiselles d'Avignon (Những cô nàng ở Avignon) của Picasso không được coi là lập thể nhưng nó lại được coi là cột mốc quan trọng để tiến đến trường phái lập thể. Trong tác phẩm này, lần đầu tiên Picasso thể hiện các hướng nhìn khác nhau cùng một lúc của vật thể ba chiều trên không gian hai chiều của bức tranh. Dựa trên ý tưởng này, Braque khai triển thêm nhiều khía cạnh khác và hai người này đã tạo ra trường phái lập thể.
Một số nhà sử học còn gọi giai đoạn này của chủ nghĩa lập thể là giai đoạn bí hiểm vì các công trình được vẽ theo lối đơn sắc và khó có thể hiểu được. Người họa sĩ chỉ để lại một chút dấu vết trên bức tranh để có thể nhận ra đối tượng của họ. Lúc này, chủ nghĩa lập thể rất gần với chủ nghĩa trừu tượng. Một số chữ cái cũng được đưa vào các bức tranh để làm đầu mối gợi ý những ý nghĩa của các bức tranh.

## Lập thể tổng hợp
Giai đoạn tiếp theo của lập thể phân tích là "lập thể tổng hợp", bắt đầu vào năm 1912.
Trong lập thể tổng hợp, bố cục của bức tranh gồm các chi tiết chồng chất lên nhau, những chi tiết này được tô sơn hoặc được trát sơn lên nền vải, chúng có màu sắc sặc sỡ hơn. Không giống như lập thể phân tích (ở đó vật thể bị bẻ gãy làm nhiều mảnh), lập thể tổng hợp cố gắng kết hợp nhiều vật thể với nhau để tạo nên các hình khối mới.
Thời kỳ này còn đánh dấu sự ra đời của tranh dán và tranh dán giấy. Picasso đã phát minh ra tranh dán với bức tranh nổi tiếng của ông là Tĩnh vật với chiếc mây trong đó ông đã dán những miếng vải dầu lên một phần của chiếc ghế mây. Braque cũng lấy cảm hứng từ bức tranh này để tạo ra tác phẩm Đĩa hoa quả và cốc thủy tinh. Tranh dán giấy cũng gồm các vật liệu dùng để dán nhưng có điều khác là các mẩu giấy dán chính là các vật thể. Ví dụ, cốc thủy tinh trong bức tranh Đĩa hoa quả và cốc thủy tinh chính là một mẩu giấy báo được cắt thành hình chiếc cốc.
Trước đó Braque đã sử dụng chữ cái nhưng các tác phẩm của thời kỳ lập thể tổng hợp đã đưa ý tưởng này đến một tầm cao mới. Các chữ cái trước đây dùng để gợi ý cho chủ đề thì này chúng chính là chủ đề. Các mẩu giấy báo là các vật dụng được các họa sĩ dùng nhiều nhất. Họ còn đi xa hơn nữa là dùng giấy với hình khắc gỗ. Sau đó còn đưa thêm các mẩu quảng cáo trên báo vào tác phẩm của họ và điều này làm cho các công trình của các nhà lập thể có thêm phần màu sắc.

## Các họa sĩ lập thể nổi tiếng
| - Georges Braque - Marcel Duchamp - Juan Gris | - Fernand Leger - Jacques Lipchitz - Louis Marcoussis | - Marie Marevna - Jean Metzinger - Francis Picabia | - Pablo Picasso - Liubov Popova - Marie Vassilieff | - Fritz Wotruba |

Các nhà phê bình (Andre Salamon, Guillaume Apollinaire), các nhà thơ (Max Jacob, Pierre Reverdy, Gertrude Stein) và những người khác Jacques Lipchitz, các nhà điêu khắc Raymond Duchamp-Villon và Elie Nadelman.